# Youssoufa Daoua
Youssoufa Daoua, né en 1947 à Garoua dans la Région du Nord Cameroun) et mort en 2015, est un homme politique camerounais peul. Il a été sénateur, maire de Garoua I, et député à l'Assemblée nationale du Cameroun et ancien Inspecteur des Impôts.